# Spoorlijn Ferrière-la-Grande - Cousolre
De spoorlijn Ferrière-la-Grande - Cousolre is een Franse spoorlijn die Ferrière-la-Grande met Cousolre verbindt. De lijn is 11,0 km lang en heeft als lijnnummer 241 000.

## Geschiedenis
De spoorlijn werd geopend door de Compagnie de chemin de fer du Nord-Est op 3 oktober 1885. In 1939 werd het personenverver gestaakt, in 2008 ook het goederenvervoer, sindsdien is de lijn buiten gebruik. 

## Aansluitingen
In de volgende plaats is er een aansluiting op de volgende spoorlijn:
Ferrière-la-Grande
RFN 240 000 tussen Maubeuge en Fourmies

## Galerij

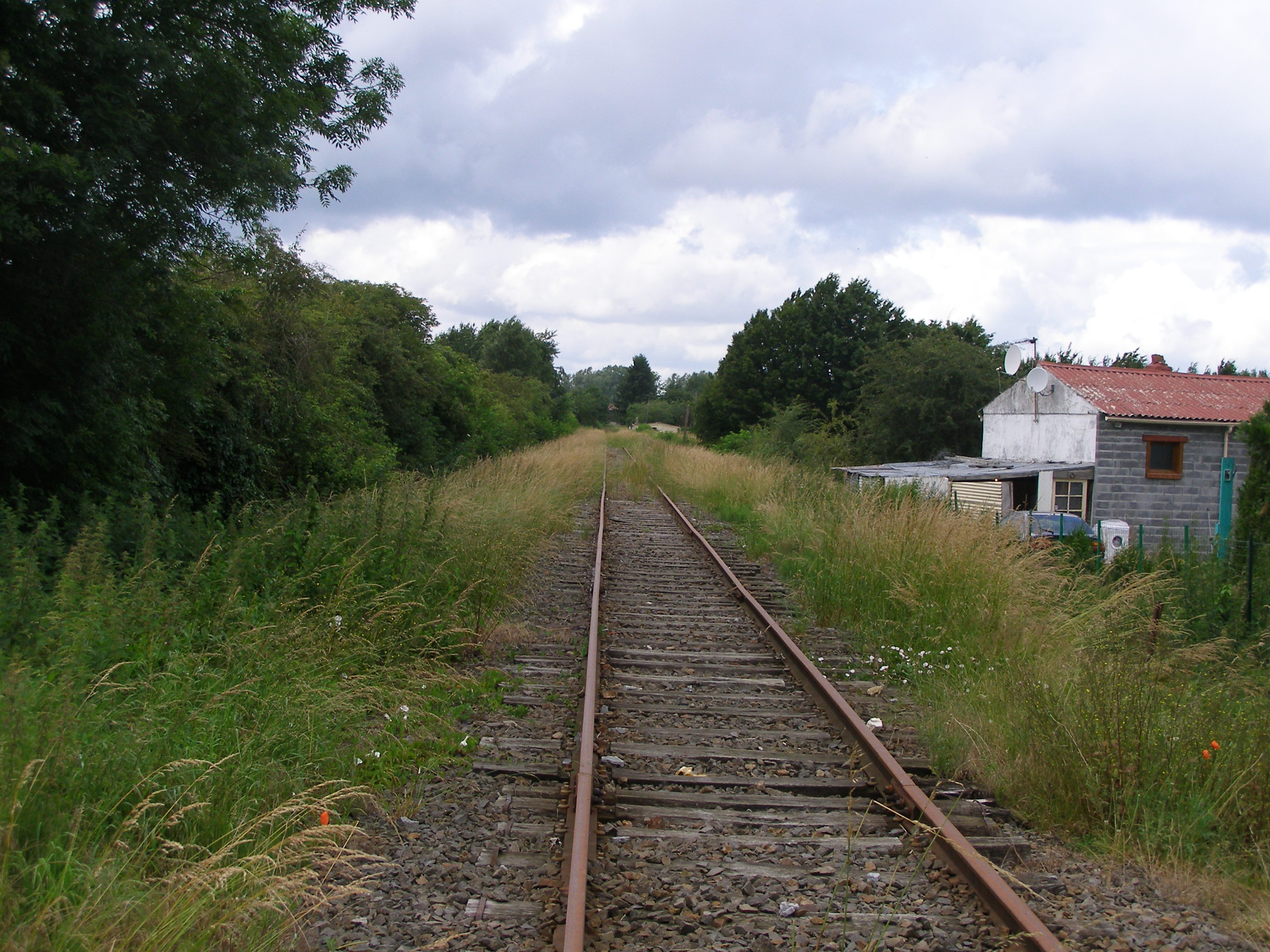
De lijn ter hoogte van Aibes